# Die Frau am Scheidewege
Die Frau am Scheidewege (Untertitel: Das Schicksal einer Ärztin) ist ein deutsch-ungarisches Melodram von 1938 unter der Regie von Josef von Báky. Die Hauptrollen sind besetzt mit Magda Schneider, Ewald Balser, Karin Hardt und Hans Söhnker.
Die Verfilmung greift als Vorlage Alice Lyttkens Roman Kommer inte till middagen (Ich komme nicht zum Abendessen) auf.

## Handlung
Frau Dr. med. Hanna Weigand bricht zusammen, nachdem sie tagelang kräftezehrend am Stück gearbeitet hat. Ihr Chef, Professor Henrici, schickt sie daraufhin für vier Wochen in Urlaub. Zwar wehrt sich die junge Ärztin dagegen. Als der Professor ihr jedoch versichert, dass er sie dringend völlig gesund und erholt brauche, denn ohne sie könne er doch gar nicht mehr richtig arbeiten, gibt sie nach. Im Zug lernt Hanna den charmanten Maler Fred Möbius kennen. Schnell wird aus beiden ein Paar, und schon bald wird geheiratet. Es stellt sich jedoch heraus, dass die ernsthafte junge Frau, die ihren Beruf über alles liebt, und Fred, der das Leben leicht nimmt in seiner künstlerisch-beschwingten Art, nicht zusammenpassen. Der Maler fühlt sich zunehmend zu Hannas Schwester Ellinor, einer jungen Modezeichnerin, hingezogen. Hanna hingegen nimmt ihre berufliche Tätigkeit bei Henrici wieder auf, der ihr immer Vorbild war und den sie nicht nur wegen seiner unprätentiösen Art vermisst hatte.
Das junge Paar muss sich eingestehen, dass es an einem Scheideweg angekommen ist und die überstürzte Eheschließung, die aus der ersten Verliebtheit heraus erfolgte, vorschnell war. Hanna gesteht sich außerdem ein, dass sie nicht nur ihren Beruf braucht, sondern auch den Mann, der sie zu einer vorbildlichen Ärztin ausgebildet hat und mit dem sie so viel verbindet. Ihm gehört neben der Bewunderung und der großen Wertschätzung, die sie ihm entgegenbringt, auch ihre Liebe. Mit ihm zusammen wird sie das Leben meistern, Seite an Seite im Operationssaal ebenso wie im Privatleben. Und Peter hat in Ellinor die Frau gefunden, die wirklich zu ihm passt.

## Produktionsnotizen und Hintergrund
Gedreht wurde vom 20. März bis Anfang Mai 1938 unter anderem auch in Budapest in Ungarn. Es handelt sich um einen Pictura-Film, hergestellt in den Hunnia Film Ateliers in Budapest. Die Produktionsleitung lag bei Willy Reiber. Für die Filmbauten trug Emil Hasler die Verantwortung.
Premiere hatte der zehnaktige Film mit einer Länge von 2590 Metern am 26. August 1938 in Karlsruhe. Am 12. Oktober 1938 startete er im Berliner Capitol am Zoo. In der DDR kam er erstmals am 9. März 1962 ins Kino. Im Fernsehen hatte der Film seine Premiere am 20. November 1961 beim DFF 1. Das Werk lief außerdem in den Kinos von Schweden, Finnland, Dänemark, Frankreich und Ungarn. Für die ungarischen Kinobesucher wurde mit Asszony a válaszúton zeitgleich eine eigene Fassung gedreht.
Karlheinz Wendtland zog den Film dafür heran, dass er „wieder ein Beweis“ dafür sei, „daß die pauschale Behauptung, im ‚Nazifilm‘ hätten die Frauen auf Beruf und Karriere zu verzichten, unhaltbar“ sei.

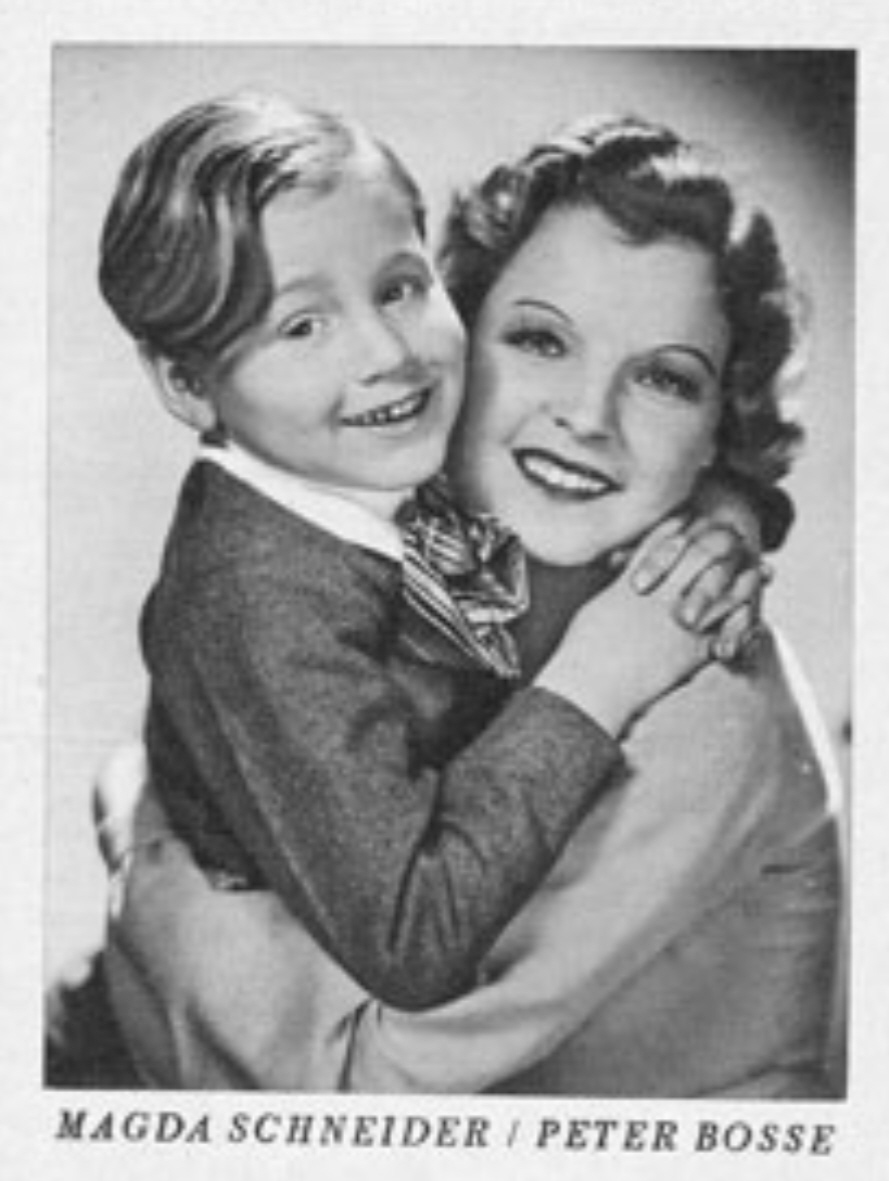
Magda Schneider mit dem sechsjährigen Peter Bosse – Aufnahme aus dem Film

## Kritik
Für das Lexikon des internationalen Films stellte die Verfilmung lediglich ein „pseudotragisches Gesellschaftsmelodram im Arztmilieu“ dar.
Die Mainfränkische Zeitung befasste sich anlässlich der bereits 6. Spielwoche des Films im Würzburger Kino Emelka mit der Person Magda Schneider und schrieb seinerzeit: „Nun, wer sie aus dem Film als Frau Hanna – eben  Die Frau am Scheidewege – kennt, findet sie auch in Wirklichkeit so. Einfach, hübsch, liebenswürdig und ungekünstelt, mit frohem Sinn und mit gewinnendem offenen Blick, der sofort einen wundervollen Kontakt finden läßt.“
Karlheinz Wendtland schrieb über den Film: „Die Konflikte sind glaubhaft geschildert. Mit viel menschlichem Verständnis wird die Handlung dramatisch vorangetrieben. Eine behutsame Regie sorgt mit Fingerspitzengefühl für einen sicheren Ablauf. Magda Schneider erinnert mit ihrer Herzensgüte und Entschlossenheit an ihre hervorragenden Arbeiten wie Liebelei […] und Der Weg des Herzens.“ Wendtland stellte auf die Abhandlungen über den Deutschen Film (Jahrgang 1938/39, S. 137) ab, wo man sich eine erfolgreiche Ärztin vom Typ her anders als Magda Schneider vorgestellt habe, und war der Ansicht, dass dabei vergessen werde, dass sie „sensible und ernste Charaktere durchaus darzustellen vermochte“. Wendtland schrieb weiter: „Nur dadurch wurde dieses Rollenbild verwischt, daß sie meistens das süße und reizende Mädchen spielen mußte, wozu die Filmgewaltigen sie bestimmt hatten.“ Zu den Leistungen der weiteren Hauptdarsteller Hans Söhnker, Ewald Balser und Karin Hardt bemerkte Wendtland: „Alle zeigen beste Leistungen. Ein erfreulicher Film.“